# Stepnica
Stepnica (tysk: Groß Stepenitz) er en by i det vestlige Polen, i zachodniopomorskie voivodskab (Stettin Byområde, mellem byer Goleniów og Wollin). Stepnica ligger ved munding Oders (Roztoka Odrzańska) til Stettin-noret (polsk: Zalew Szczeciński, tysk: Stettiner Haff), i Nedre Oderdal. Kommunale loven blev givet den 1. januar 2014.
- befolkning: 2.067 (2006)

## Transport
- havn i Stepnica
- Lufthavn i Goleniów (24 km)
- vej til Goleniów og Wolin
- Jernbane

## Seværdigheder
- Kirke (18. århundrede) i Stepnica

## Natur (omegn)
- strand (munding Oders – Roztoka Odrzańska)
- Vådområde
- Goleniowska Skoven

## Byer ved Stepnica
- Goleniów
- Wolin
- Police (vest for Oder)

## Landsbyer ved Stepnica
- Gąsierzyno
- Kopice
- Czarnocin
- Żarnowo
- Przybiernów
- Babigoszcz
- Święta ved floden Oder (østlige bred) ved Police